# A9 (motorväg, Österrike)

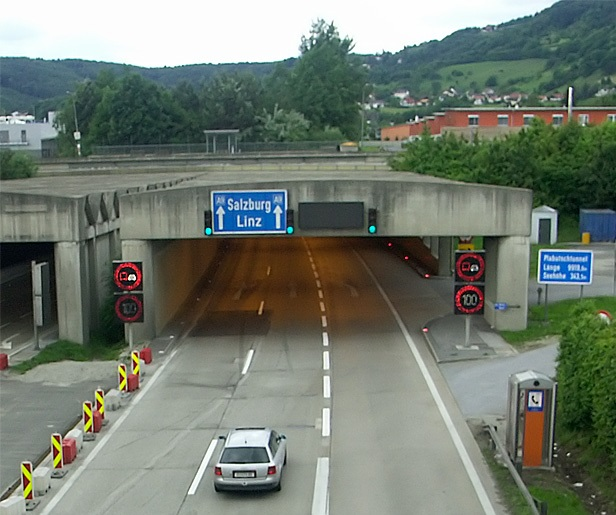
Plabutschtunneln nära Graz.

A9 är en motorväg i Österrike. Den går mellan Sattledt och den slovenska gränsen. Standarden är förhållandevis bra, men den går igenom flera långa tunnlar. I folkmun kallas den oftast för Pyhrn Autobahn.